# Kalkan (Name)
Kalkan (türk.: „Schild“; übertragen auch: „Beschützer“) ist ein türkischer männlicher Vorname und Familienname.

## Namensträger

### Familienname
- Abdurrahman Yavuz Kalkan (* 1973), türkischer Fußballspieler
- Duran Kalkan (* 1954), türkische Führungsperson der PKK
- Gurbet Kalkan (* 1995),  deutsche Fußballspielerin
- Muhammet Emre Kalkan (* 1994), türkischer Fußballspieler
- Murat Kalkan (* 1986), deutsch-türkischer Fußballspieler
- Nezihe Kalkan (* 1979), türkische Sängerin und Tänzerin
- Yasmin Kalkan, Journalistin